# Sarah Crowley
Pour les articles homonymes, voir Crowley.
Sarah Crowley, née le 4 février 1983 à Adélaïde est une triathlète professionnelle australienne, championne d'Océanie en 2009 et multiple vainqueur sur triathlon Ironman 70.3 ou Ironman.

## Palmarès
Le tableau présente les résultats les plus significatifs (podium) obtenus sur le circuit national et international de triathlon et de duathlon depuis 2009,.
| Année | Compétition                                  | Pays       | Position           | Temps           |
| ----- | -------------------------------------------- | ---------- | ------------------ | --------------- |
| 2019  | Ironman - Championnat du monde à Kailua-Kona | États-Unis | Médaille de bronze | 9 h 1 min 18 s  |
| 2018  | Ironman Mar del Plata                        | Argentine  | Médaille d'or      | 8 h 20 min 17 s |
| 2018  | Ironman Hamburg                              | Allemagne  | Médaille d'or      | 8 h 8 min 21 s  |
| 2017  | Ironman - Championnat du monde à Kailua-Kona | États-Unis | Médaille de bronze | 9 h 1 min 38 s  |
| 2017  | Championnat du monde longue distance ITU     | Canada     | Médaille d'or      | 5 h 51 min 53 s |
| 2017  | Ironman Allemagne                            | Allemagne  | Médaille d'or      | 8 h 47 min 58 s |
| 2017  | Ironman Cairns                               | Australie  | Médaille d'or      | 9 h 8 min 19 s  |
| 2017  | Hell of the West Triathlon                   | Australie  | Médaille d'or      | 3 h 58 min 3 s  |
| 2016  | Ironman 70.3 Bahrain                         | Bahreïn    | Médaille d'or      | 4 h 10 min 59 s |
| 2014  | Championnat d'Australie de duathlon          | Australie  | Médaille d'or      | 1 h 2 min 2 s   |
| 2012  | Ironman 70.3 Cairns                          | Australie  | Médaille d'or      | 4 h 23 min 27 s |
| 2009  | Championnat d'Océanie                        | Australie  | Médaille d'or      | 2 h 2 min 4 s   |